# 富田製薬
富田製薬株式会社（とみたせいやく、Tomita Pharmaceutical Co.,Ltd.）は、徳島県鳴門市に本社を置く医薬品メーカー。

## 沿革
- 1893年 - 富田海産塩類製造所として創業。炭酸マグネシウム、硫酸マグネシウムの製造を始める。
- 1897年 - 富田製薬工場へ改称。
- 1920年 - 香川県で屋島工場を稼働する。
- 1955年 - 富田製薬株式会社に改組。
- 1974年 - 徳島工場第一期工事完成。制酸剤の製造を開始する。
- 1989年 - 米国FDAの査察に合格。
- 1992年 - 創業100周年による数々の記念式典を行う。
- 1997年 - 医療用医薬品製剤室及び人工腎臓用粉末透析剤製造室完成。
- 2000年 - 社団法人中小企業研究センター賞(現「グッドカンパニー大賞」)・地区表彰を受賞。

## 事業所
本社、研究所及び本社工場
771-0360　徳島県鳴門市瀬戸町明神字丸山85-1
徳島工場
771-0130　徳島県徳島市川内町加賀須野463-14
川崎工場
210-0863　神奈川県川崎市川崎区夜光3丁目3番3
松茂事業所
771-0212　板野郡松茂町中喜来福有開拓308番地の2
東京営業所
101-0032　東京都千代田区岩本町2-4-3 太陽生命神田ビル5階
大阪営業所
541-0042　大阪府大阪市 中央区今橋三丁目3番13号ニッセイ淀屋橋イースト4階
徳島営業所
771-0360　徳島県鳴門市瀬戸町明神字丸山85-1
ニュージャージー事務所
2 Executive Drive, Suite 625, Fort Lee, NJ07024

## 会社概要
- 設立：1955年（昭和30年）7月8日
- 本社：徳島県鳴門市瀬戸町明神字丸山85-1
- 代表取締役社長：富田 純弘
- 資本金：96百万円（平成28年4月1日現在）
- 従業員数：473名（平成28年4月1日現在）